# Leptopsyllus (Leptopsyllus) typicus
Leptopsyllus (Leptopsyllus) typicus is een eenoogkreeftjessoort uit de familie van de Paramesochridae. De wetenschappelijke naam van de soort is voor het eerst geldig gepubliceerd in 1894 door T Scott.